# كلمة المرور لمرة واحدة المستندة إلى الوقت

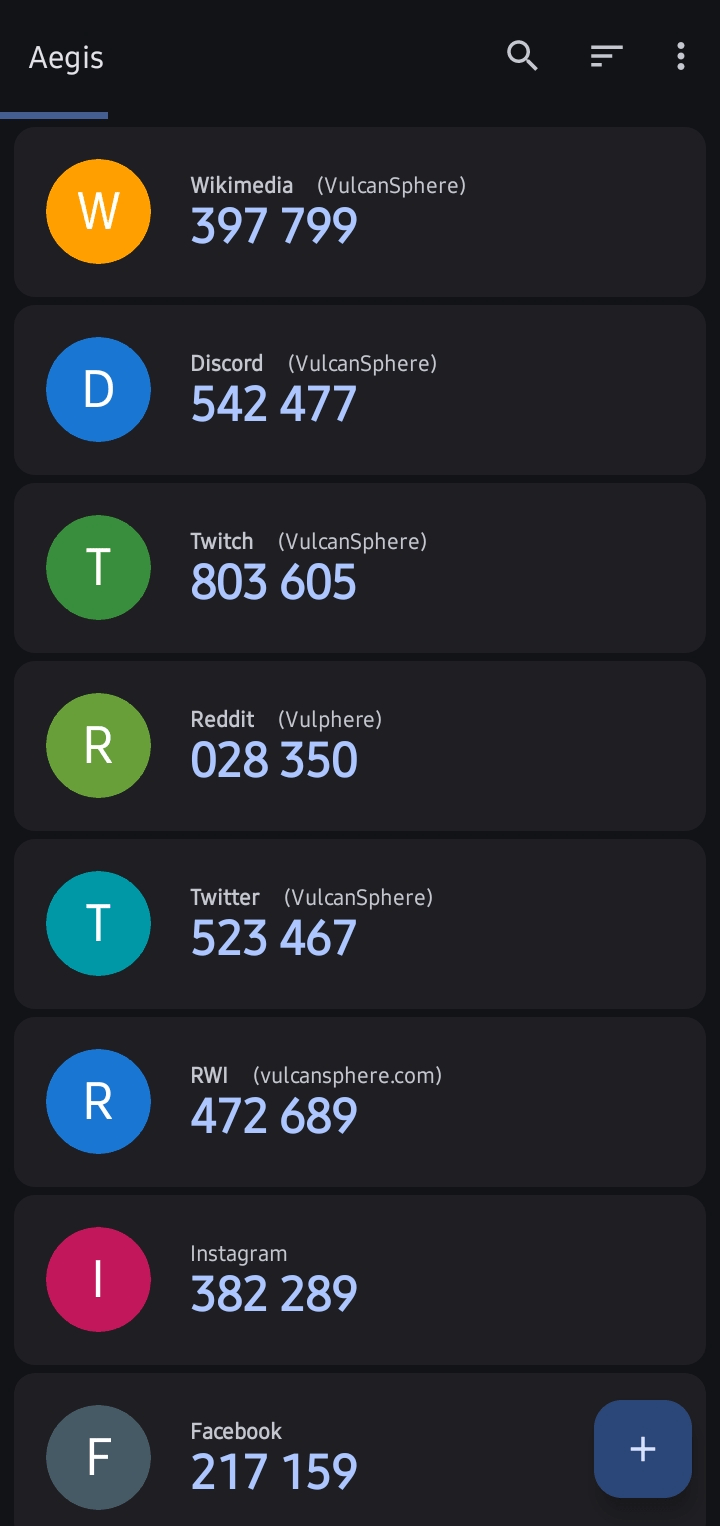
لقطة شاشة لتطبيق Aegis Authenticator اندرويد

كلمة المرور لمرة واحدة المستندة إلى الوقت (TOTP) هي خوارزمية كمبيوتر تنشئ كلمة مرور لمرة واحدة (OTP) تستخدم الوقت الحالي كمصدر للتميز. كامتداد لخوارزمية كلمة المرور لمرة واحدة المستندة إلى HMAC (HOTP)، اعتمد كمعيار RFC 6238 لفريق هندسة الإنترنت (مجموعة مهندسي الإنترنت).
TOTP هو حجر الزاوية لمبادرة المصادقة المفتوحة (OATH)، ويستخدم في عدد من أنظمة المصادقة الثنائية (2FA).